# Kimbrertoget
Kimbrertoget eller Kimbrerkrigen (113–101 f.Kr.) blev udkæmpet mellem den romerske republik og germanske og keltiske stammer af kimbrere og teutonere, ambronere og tigurini, der vandrede fra den jyske halvø til romersk kontrolleret territorium og kolliderede med Rom og dets allierede. Kimbrerkrigen var første gang siden den anden puniske krig, at Italien og Rom selv var blevet truet alvorligt.
Tidspunktet for krigen havde en stor indflydelse på den indre politik i Rom og organiseringen af dets militær. Krigen bidrog meget til den politiske karriere for Gaius Marius, hvis konsulsioner og politiske konflikter udfordrede mange af den romerske republiks politiske institutioner og skikke på den tid. Den kimbriske trussel inspirerede sammen med Jugurthine-krigen de skelsættende reformer af de romerske legioner initieret af Marius.
Rom vandt til sidst, og dets germanske modstandere - som havde påført de romerske hære de værste tab, som de havde lidt siden den anden puniske krig med sejre ved slagene ved Arausio og Noreia - blev næsten fuldstændigt udslettet efter romerske sejre ved Aquae Sextiae og Vercellae. Nogle af de overlevende fanger rapporteres at have været blandt de oprørske gladiatorer i Spartacusoprøret.

## Migrationer og konflikter
I henhold til nogle romerske beretninger forlod kimbrerne engang omkring 120–115 f.Kr. deres oprindelige lande omkring Nordsøen på grund af oversvømmelser (Strabon skrev på den anden side, at dette var usandsynligt eller umuligt ) De drog angiveligt mod syd-øst og fik snart følgeskab af deres naboer og mulige slægtninge teutonerne. Sammen besejrede skordiskerne sammen med boiere, hvoraf mange tilsyneladende sluttede sig til dem. I 113 f.Kr. ankom de til Donau, i Noricum, der var hjemsted for den romerske allierede tauriskerne. Da tauriskerne ikke alene var i stand til at holde disse nye, magtfulde indtrængende tilbage alene, rettede de henvendelse til Rom og bad om hjælp.

## Indledende romerske nederlag
Året efter førte den romerske konsul Gnaeus Papirius Carbo sine legioner ind i Noricum og indtog efter en imponerende magtdemonstration en stærk forsvarsposition og krævede, at kimbrerne og deres allierede straks skulle forlade provinsen. Kimbrerne begyndte oprindeligt fredeligt at overholde Rom's krav, men opdagede snart, at Carbo havde planlagt et baghold mod dem. Forvirrede af dette forræderi angreb de og nedkæmpede Carbos hær i slaget ved Noreia og næsten dræbte Carbo i processen.
Italien var nu åben for invasion, men af en eller anden grund drog kimbrerne og deres allierede vest over over Alperne og ind i Gallien. I 109 f.Kr. vaderede de ind i den romerske provins Gallia Narbonensis og besejrede den romerske hær der under Marcus Junius Silanus. I 107 f.Kr. blev romerne besejret igen, denne gang af tigurini, der var allierede af kimbrerne, som de havde mødt på deres vej gennem Alperne. Samme år besejrede de en anden romersk hær i slaget ved Burdigala (moderne Bordeaux) og dræbte dens kommandant, konsulen Lucius Cassius Longinus Ravalla.

## Katastrofe ved Arausio
I 105 f.Kr. samlede Rom og dets nye konsul Gnaeus Mallius Maximus og proconsul Quintus Servilius Caepio for at standse truslen en gang for alle, den største styrke, den havde formået siden den anden puniske krig, og muligvis den største styrke, den havde nogensinde sendt til kamp. Styrken bestod af over 80.000 mand sammen med titusinder af støttepersonale og lejrfølgere i to hære, hver ledet af en konsul.
Konsulerne førte deres hære på deres egen væbnede migration til Rhône-floden nær Orange i Vaucluse, hvor de som følge af indbyrdes modvilje og mistillid til hinanden, opførte separate lejre på modsatte sider af floden; ved at gøre dette forlod de deres uforenede styrke åben for separate angreb. Den overdrevent selvsikre Caepio angreb uden støtte fra Maximus; hans legioner blev udslettet og hans ubeskyttede lejr overløbet. De nu isolerede og demoraliserede tropper fra Maximus blev derefter let besejret. Tusinder flere blev dræbt og prøvede desperat at samle og forsvare hans dårligt placerede lejr. Kun Caepio, Maximus og et par hundrede romere slap med deres liv i behold tværs over floden, der var fyldt af lig efter blodbadet. Slaget ved Arausio var det alvorligste nederlag, som Rom havde lidt siden Cannae, og faktisk var tabene og de langsigtede konsekvenser langt større. For kimbrerne og reutonerne var det en stor (men kun midlertidig) triumf.
I stedet for straks at samle deres allierede og marchere mod Rom, drog kimbrerne videre til Spanien. Der led de deres første nederlag, ikke mod en romersk hær men mod en keltiberisk koalition. [5] I mellemtiden forblev teutonerne i Gallien. Hvorfor de atter undlod at invadere Italien forbliver et mysterium.

## Marius overtager kommandoen
Efter ødelæggelsen af Arausio rystede frygt Den Romerske Republik i dens fundament. Terror cimbricus blev et slagord, da Rom forventede kimbrerne ved sine porte hvert øjeblik. I denne atmosfære af panik og desperation blev der erklæret en nødretstilstand. Forfatningen blev ignoreret, og Gaius Marius, sejreren over Jugurtha af Numidia blev valgt til konsul for en hidtil uset og måske ulovlig, femårsperiode, der startede i 104 f.Kr. På grund af ødelæggelsen af den romerske styrke ved Arausio og presset fra den forestående krise fik Marius nu frihed til at opbygge en ny hær på sine egne vilkår.
Indtil nu havde hæren været en veluddannet, velreguleret milits opbygget af alle egnede, jordbesiddende mandlige borgere. Marius erstattede dette med en professionel stående styrke, der hovedsageligt bestod af fysisk egnede men jordløse frivillige. Han forbedrede og standardiserede træning, våben, rustning, udstyr og kommandostruktur og gjorde kohorten til den største taktiske og administrative enhed i legionen. Sammen med disse nye arrangementer kom nye standarder og symboler, såsom aquila, som tropperne kom til at ære og som næsten aldrig fik lov til at falde i fjendens hænder.
Mens det panikramte romerske senat og befolkningen i Rom gav Marius den magt, han havde brug for for at opbygge sin hær, gav kimbrerne og teutonernes manglende opfølgning af deres sejre ham den tid, han havde brug for til at afslutte arbejdet. De skulle snart blive konfronteret med en hær af organiserede, højtuddannede, professionelle soldater under ledelse af en strålende og hensynsløs kommandør.

## Vendepunktet
I 102 f.Kr. var Marius klar til at møde kimbrerne; sidstnævnte var, efter vanskeligheder i Spanien, vendt sig mod nord og drog til Gallien, hvor de blev forenet af teutoner, en germansk stamme formodentlig fra Nordtyskland eller Danmark. Efter denne sammenslutning besluttede den germanske koalition at drage tilbage sydpå mod Italien, som de tidligere havde undgået.  Marcherende mod syd gennem Schweiz og Savoy blev deres hær forstærket af nogle stammer af helvetianere, især tigurini og ambronere af usikker afstamning.  Før germanerne nærmede sig Italien, besluttede de sig for en todelt bevægelse: teutonerne med ambrones og tigurini ville bevæge sig fra vest langs kystvejen fra det trans-alpine til det cis-alpine Gallien, mens kimbrerne marsherede øst over og vendte om til Italien ved de julianske og karniske alper.  Da Marius hørte om deres bevægelser, drog han videre til Valence og etablerede sin lejr ved sammenløbet af Isère og Rhône, hvor han kunne observere og standse teutonernes march. Da teutonerne ankom, forsøgte de at tvinge ham til kamp, men han afviste; de angreb den romerske lejr, men blev slået.
Utålmodige over forsinkelsen og Marius' passivitet besluttede de til sidst blot at marchere forbi ham ind i Italien. Så enormt var deres antal, at de angiveligt tog 6 hele dage med at marchere forbi hans lejr, og i deres arrogance spottede de romerne ved at spørge, hvilket budskab de ønskede, at de skulle give deres koner.  Marius fulgte forsigtigt efter og holdt afstand fra fjenden, men nøje følgerde dennes bevægelser. Til sidst gav mulighederne ham en chance for at engagere i en kamp på gunstige vilkår. Han valgte sin kampplads omhyggeligt og byggede en velbefæstet lejr på toppen af en bakke nær Aquae Sextiae, hvor han lokkede teutonerne og deres allierede ambronerne til at angribe ham. Under deres angreb blev de angrebet bagfra i et baghold bestående af en udvalgt styrke på fem kohorter, som Marius havde gemt i en nærliggende skov. Teutonerne blev manipuleret i deres bevægelser og massakreret, og deres konge, Teutobod, blev anbragt i romerske fangekæder. Men slaget ved Aquae Sextiae havde kun udlignet stillingen: mens teutonerne var blevet elimineret, forblev kimbrerne en formidabel trussel.
I 101 f.Kr. vendte kimbrerne tilbage til Gallien og forberedte sig på den sidste fase af deres kamp mod Rom. For første gang trængte de gennem de alpine passager, som Marius' co-konsul for det år, Quintus Lutatius Catulus, ikke havde befæstet, til det nordlige Italien. Catulus trak sig bag Po-floden og efterlod landskabet åbent for de indtrængende. Men kimbrerne tog sig tid til at udplyndre den frugtbare region, hvilket gav Marius tid til at ankomme med forstærkninger - de selvsamme sejrrige legioner fra Aquae Sextiae. Det ville være i Vercellae nær sammenløbet mellem Sesia-floden og Po på Raudine-sletten, hvor den taktiske overlegenhed af de nye romerske legioner og deres kavaleri tydeligt viste sig. I det ødelæggende nederlag blev kimbrerne næsten udslettet, og begge deres øverste ledere, Boiorix og Lugius, faldt. Kvinderne dræbte både sig selv og deres børn for at undgå slaveri. Således sluttede krigen, der begyndte med en massemigration, i nederlag og massemord.

## Efterspil
Kimbrerne blev ikke fuldstændigt udslettet af jordens overflade eller fra historibøgernes sider. En lille resterende befolkning af kimbrere og teutonere var forblevet tilbage i det nordlige Jylland, det sydlige Skandinavien og den baltiske kyst mindst indtil det 1. århundrede. Deres allierede, boierne, som de blandede sig med, bosatte sig i det sydlige Gallien og Germanien og var der for at tage imod og konfrontere Julius Cæsar, Marius's nevø, under dennes erobringskampagner. Nogle af de overlevende fanger rapporteres at have været blandt de oprørske gladiatorer under Spartacusoprøret. 
De politiske konsekvenser af krigen havde en øjeblikkelig og varig indvirkning på Rom. Afslutningen af krigen mod kimbrerne markerede begyndelsen på rivaliseringen mellem Marius og Sulla, som til sidst førte til den første af Roms store borgerkrige. Efter den endelige sejr på Vercellae og uden først at anmode om tilladelse fra senatet, tildelte Marius romersk statsborgerskab til sine italienske allierede soldater, idet han hævdede, at han i kampens hede ikke kunne skelne mellem romerne og de italienske allieredes stemmer. Herefter blev alle italienske legioner romerske legioner, og de allierede byer på den italienske halvø begyndte gradvist at kræve større indflydelse på republikkens eksterne politik, hvilket til sidst førte til Forbundsfællekrigen.